# Zurich Insurance Group
Zurich Insurance Group Ltd. (ZURN), cunoscut sub numele englez de Zurich (pronunție: Zuric), este o societate de asigurări elvețiană, cu sediul în orașul Zürich din Elveția. Zurich Insurance Group este cel mai mare asigurator din Elveția. Din 2013, Zurich este pe locul 75 în clasamentul celor mai mari companii publice, în conformitate cu lista Forbes’ Global 2000s, Din 2011 pe locul 94 în Interbrands top100 brands.
Zurich Insurance Group Ltd. este o companie de asigurări la nivel mondial, organizată în trei segmente principale de afaceri: General Insurance, Global Life și Farmers. Compania are aproximativ 60.000 de angajați care deservesc clienți în mai mult de 170 de țări și teritorii din întreaga lume.
Zurich Insurance Group Ltd. este listat la SIX Swiss Exchange și din 2012 poziția de capital a Grupului fost puternică, cu capitaluri proprii de 34,494 miliarde $.

## Istorie
Compania a fost fondată în 1872 ca reasigurator maritim sub numele de "Versicherungs-Verein" (Asociația de asigurare), o filială a Schweiz Marine Company. În 2000, după o serie de achiziții, aceasta a fost consolidată pentru a forma un holding - Zurich Financial Services.
În aprilie 2012, Zurich Financial Services Ltd. și-a schimbat numele în Zurich Insurance Group Ltd. Schimbarea numelui reflectă faptul că, în ultimii ani, Zurich a simplificat portofoliul său de afaceri pentru a se concentra pe asigurări. Într-o declarație, grupul a explicat motivele care au stat la baza schimbării numelui. "Ca o recunoaștere a acestei orientări strategice, referința la servicii financiare din numele companiei a fost înlocuită cu indicarea activității de asigurare a Grupului și pentru a specifica scopul în consecință."
Cronologie
1872 Zurich fondat ca un reasigurator maritim sub numele de "Versicherungs-Verein"
1875 Zurich devine asigurator de accidente și își schimbă numele în Zurich Transport and Accident Limited
1880 Zurich renunță la afacerile din domeniul maritim, după o pierdere severă
1894 Zurich își schimbă denumirea în Zurich General Accident & Liability Insurance Limited

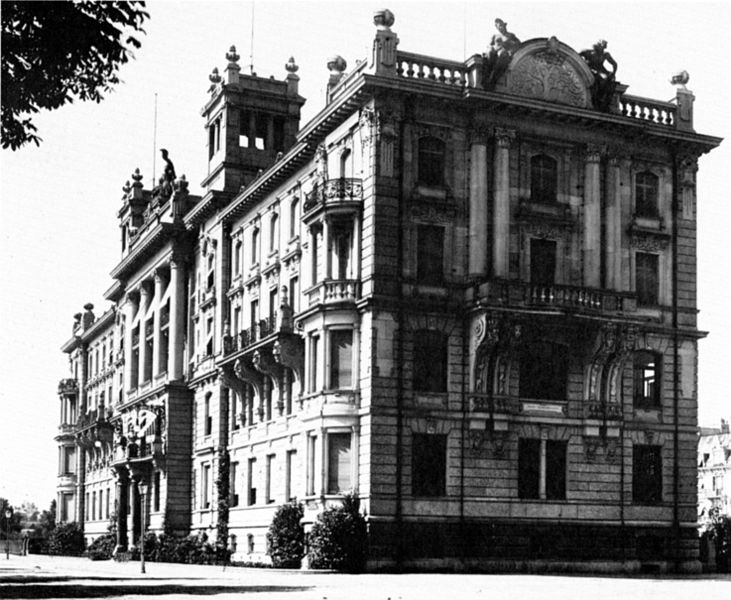
Sediul Zurich, numit pe atunci Zurich General Accident and Liability Insurance, din Zurich, 1905

1912 Zurich obține licențele necesare pentru a începe activitatea în SUA
1915 Zurich cumpără o companie întreagă pentru prima dată, cu sediul la Barcelona, Hispania Compania General de Seguros
1922 Zurich intră pe piața asigurărilor generale din Marea Britanie ca prima companie de asigurări străină care încheie asigurări pentru accidente directe
Zurich pune bazele VITA Life Insurance Company în Elveția
1925 Zurich devine asigurător oficial pentru toate automobilele Ford noi vândute în Marea Britanie
1929 Este fondară Zurich Fire Insurance Company în New York (oraș)New York
1939 Este înființată American Guarantee and Liability Company în New York
1955 Zurich se constituie ca asigurător general unic și își schimbă numele în Zurich Insurance Company
1976 Este fondată The International Division
1978 Este fondată Risk Engineering
1986 Zurich primește o licență de asigurare pentru Japonia
1996 Este fondată Zurich Capital Markets
1997 Zurich achiziționează o participație majoritară la Scudder, Stevens & Clark, New York, o societate din afara asigurărilor, exclusiv financiară
1998 Zurich fuzionează cu ramura de servicii financiare a BAT din Marea Britanie și devine Zurich Financial Services
2003 Zurich Way este lansată pentru a standardiza procesele activității de bază și a face schimb de bune practici
2005 Zurich lansează campania de marcă la nivel mondial “Because change happenz”
2008 Este introdus Zurich HelpPoint
2010 Zurich este inclusă în mărcile de top la nivel mondial de către clasamentul Interbrand pentru prima dată
2012 Zurich Financial Services Ltd. își schimbă numele în Zurich Insurance Group Ltd.

## Structura de afaceri
Zurich Insurance Group Ltd. este organizată în trei segmente de afaceri de bază.

### General Insurance
Segmentul Zurich’s General Insurance deservește persoane fizice, întreprinderi mici și mijlocii și corporații multinaționale mari cu produse pentru vehicule, locuințe și comerciale.

### Global Life
Segmentul Zurich’s Global Life oferă clienților cele mai bune soluții de asigurare de viață, economii, investiții și pensii.

### Farmers
Segmentul Zurich’s Farmers include servicii de management pentru fermieri, care oferă servicii de management care nu au legătură cu dezastrele pentru Famers Exchanges (nu este deținută de Zurich), precum și afacerea Farmers RE care include reasigurarea acceptată de la Farmers Exchange de către Grup. Grupul Farmers Insurance al Zurich este al treilea grup de asigurare ca mărime din SUA.

## Produse
Zurich Insurance Group Ltd. oferă produse de asigurare generală și de viață pentru persoane fizice, întreprinderi mici și mijlocii și corporații multinaționale mari, inclusiv: asigurare auto, asigurare de locuințe, asigurările de răspundere civilă generală, asigurare de viață și de boli critice, economii și investiții, pensii și planificarea pensionării, pentru a numi doar câteva.

## Domenii de afaceri
Zurich este cunoscut ca fiind un asigurator la nivel mondial și are o prezență semnificativă pe cele mai atractive piețe mondiale de asigurări. Acesta deservește clienți în mai mult de 170 de țări, cu operațiuni majore în Europa, America de Nord, Asia-Pacific și America Latină.

## Guvernanță corporativă
În 2009, Zurich a primit din partea Charity Times distincția pentru "Cele mai bune servicii de asigurare" și s-a numărat printre finaliști, din nou, în 2010.
Potrivit site-ului Web al companiei, The Zurich Community Trust (Marea Britanie) a donat peste 60 milioane lire sterline din 1981, cu scopul de a rezolva aspecte sociale importante, prin sprijinirea a peste 600 de organizații de caritate pe an, având un impact considerabil asupra vieții a peste 80.000 de oameni. Zurich a fost unul dintre primii beneficiari ai Community Mark din partea Business in the Community, pe care l-a păstrat cu succes timp de trei ani.
La un nivel de grup, misiunea Z Zurich Foundation’s este să ajute indivizii și comunitățile să înțeleagă și să gestioneze riscul, valorificând punctele forte ale Zurich în calitate de asigurător. Zurich atinge acest obiectiv prin colaborarea într-un parteneriat pe termen lung cu organizații non-profit selectate, cum ar fi Practical Action, Rainforest Alliance și International Federation of Red Cross and Red Crescent Din martie 2012, Zurich și-a consolidat angajamentul său față de Z Zurich foundation printr-o investiție substanțială de 100 milioane de dolari.
În 2011, Zurich a lansat o resursă online gratuită - My Community Starter - proiectată pentru a simplifica implicarea în activități comunitare.

## Performanțe/informații financiare
Zurich Insurance Group Ltd. ("Zurich") este listată la bursa SIX Swiss Exchange cu simbolul ZURN. Din 1 decembrie 2012 există 148,300,123 acțiuni înregistrate achitate integral și 124.847 de acționari. 24,7% din acțiunile nominative sunt deținute de persoane fizice (15,3% din totalul acțiunilor emise), 7,2% de fundații și fonduri de pensii (4,5% din totalul acțiunilor emise) și 68.1% de alte persoane juridice (42,3% din toate acțiunile emise).
În rezultatele sale anuale pentru 2012, Zurich a raportat un profit net după impozitare (atribuibil acționarilor) de 3,878 miliarde $.
, o creștere de 3% față de anul precedent, și un profit operațional de afaceri de 4,075 miliarde $. Acesta a declarat un dividend anual de 17,00 CHF, care urmează să fie plătit în aprilie 2013.
Toate cifrele de mai jos sunt pentru anul încheiat la 31 decembrie și sunt exprimate în milioane USD, dacă nu se specifică altfel.
| Anul încheiat la 31 decembrie | Venituri (mil $ | Profitul înainte de impozitare (mil $) | Profitul după impozitare (mil $) | Rezultatul de bază pe acțiune (CHF) |
| ----------------------------- | --------------- | -------------------------------------- | -------------------------------- | ----------------------------------- |
| 2012                          | 70,414          | 4,075                                  | 3,878                            | 24.79                               |
| 2011                          | 52,983          | 4,243                                  | 3,750                            | 22.69                               |